# Бальиви, Джорджо
Джо́рджо Бальи́ви (итал. Giorgio Baglivi, 8 сентября 1668, Дубровник — 15 июня 1707, Рим) — итальянский врач и учёный армянского происхождения, последователь ятрофизики.

## Биография
Джорджо Бальиви родился 8 сентября 1668 года в бедной семье в Далмации, имел армянское происхождение; его настоящая фамилия — Армено. Впоследствии его семья переехала в Лечче, Апулия, и Джорджо взял фамилию своего приёмного отца, богатого врача Пьеро Анджело Бальиви. Внёс большой вклад в клиническую медицину, основанный в том числе на собственной обширной практике, и выдвинул теорию о том, что твёрдые части человеческих органов гораздо важнее для их нормального функционирования, чем жидкие.
Бальиви много путешествовал по Италии, работал в больницах Падуи, Венеции, Флоренции, Болоньи, а также в Голландии и Англии (1688 — 1692). Он был помощником Марчелло Мальпиги сначала в Болонье, а затем в Риме (1691 — 1694). Был назначен личным врачом пап Иннокентия XII и Климента XI, стал преподавателем хирургии и анатомии в Ла Сапиенца в Риме в 1696 году и профессором теоретической медицины в 1700 году. Он был избран членом Королевского общества в июле 1698 года.
Бальиви ставил эксперименты на собаках и лягушках, проводил вскрытия и микроскопические исследования мышечных волокон и мембран, окружающих головной мозг (мозговые оболочки и твёрдые мозговой оболочки). Он изучал вскрытые тела таких животных, как львы, черепахи, змеи и олени, сделал ряд морфологических и физиологических открытий и экспериментировал с токсичными препаратами. Он считал, что врачи были слишком легко становятся рабами теорий, систем и гипотез; в соответствии с духом своего времени критиковал принятые медико-философские системы и в качестве альтернативы им отстаивал принципы рационального клинического наблюдения, заложенные Гиппократом. Будучи склонен к математике и количественному подходу в медицине, Бальиви рассматривал физиологические процессы с помощью механических терминов, считая живые существа подобием машин.
Собрание его сочинений, написанных на латыни, выдержало более 20 изданий, его работы были переведена на итальянский, французский, немецкий и английский языки. Французская академия сделала его своим почётным членом, также он был членом Аркадской академии.